# 細野長良
細野 長良（ほその ながよし、1883年（明治16年）1月7日 - 1950年（昭和25年）1月1日）は、日本の裁判官、弁護士。最後の大審院院長を務めた。

## 経歴
富山県立富山中学校（後の富山県立富山高等学校）中退、旧制第六高等学校卒業。1908年、京都帝国大学法学部卒業。1918年、東京控訴院判事。広島控訴院院長の時に1944年2月の東條演説事件に対して、司法権独立の侵害と憲法違反に抗議する意見書を提出した。
1946年2月に第23代大審院長に就任。これは岩田宙造司法大臣による人事であり、細野は岩田大臣と司法権独立で意気投合していた。細野は日本の司法改革に意欲を持つGHQ民政局司法法制課課長のアルフレッド・C・オプラーとも意気投合した。これはしかし、岩田が公職追放となり後任には保守派の木村篤太郎が就いて反細野となり、中間的立場にいて自由主義的傾向があった谷村唯一郎司法次官も反細野に回り、細野と司法省最高幹部らと司法改革で対立することになった。
1947年に日本国憲法下で誕生する最高裁判所裁判官人事について、戦前から司法権の独立を求めていた細野を中心とする細野派と細野に反発する反細野派で派閥対立することになった。第1次吉田内閣のもとで設置された裁判官任命諮問委員会で委員だった細野は「東條演説事件に対して自身が抗議する意見書を提出した際に重責を担う監督的役職にいながら一言も抗議を発しなかった者は最高裁判所裁判官の資格を欠く」と演説して裁判官選出に基準を決めることを提案したが、細野の提案は南原繁委員以外に同調者はおらずに却下された。これは直ちに最高裁判所裁判官候補者を30人に絞る投票が行われ、細野は落選した。しかし、連合軍最高司令官のダグラス・マッカーサーは「最初の最高裁判所裁判官は新憲法の下に選ばれた最初の内閣により指名・任命されるべき」旨の書簡を送り、第1次吉田内閣による人事は白紙となり、日本国憲法下で初めて誕生した片山内閣の裁判官任命諮問委員会による人事が練られることになった。また、1947年5月3日に日本国憲法が施行された際に、最高裁判所裁判官や最高裁判所長官が任命されていない事態となったが、「最高裁裁判官が任命されるまで、大審院長が最高裁長官を務める」とする裁判所法施行令第12条の規定により、細野は最高裁長官代行を務めていた。
片山内閣の裁判官任命諮問委員会では15人の委員中4人は「全国の裁判官から互選された者」が選出されることとなり、委員選挙は反細野派4人と中間派1人が出る中で細野派は宮城実（大審院判事）を擁立して計6人による4つの椅子の争いとなったが、反細野派から細野を誹謗する怪文書が流れ、選挙戦終盤には中間派として擁立されていた裁判官について自分は辞退すると反細野派が打電したニセ電報事件まで発生した。委員選挙の結果、細野派の宮城が落選したことで、細野派は裁判官任命諮問委員会に対する手がかりを失ってしまい、裁判官任命諮問委員会が決定した30人の最高裁判所裁判官候補に細野は残ることができなかった。
戦いに敗れた細野は、宮城とともに1947年8月4日に裁判官の職を辞した。これは1947年8月4日までに最高裁判所裁判官代行（大審院判事）として辞職した者は大審院判事として裁判官生活を終わることができるが、翌8月5日からは裁判所法施行法第3条第1項の規定によって、東京高等裁判所の判事に格下げになってしまうためであった。退官後は、東京・丸の内に事務所を持ち、宮城とともに弁護士事務所を開業した。
1950年1月1日、66歳で死去。同日、勲一等瑞宝章を受章。